# 伯恩哈德·克洛斯特肯珀
伯恩哈德·克洛斯特肯珀（Bernhard Klosterkemper，1897年4月17日 - 1962年7月19日）是第二次世界大战期间的一位德国国防军将领，曾获颁騎士鐵十字勳章。他在1945年5月向盟军投降，于1947年获释。